# George Wilson Knight
George Wilson Knight (ur. 19 września 1897 w London Borough of Sutton, zm. 1985) – brytyjski teatrolog i krytyk teatralny. 

## Życiorys
Studiował na Oksfordzie, a potem wykładał w szkołach średnich. Został profesorem języka i literatury angielskiej w Toronto (od 1931 do 1940) i Leeds. Zajmował się twórczością dramatyczną Williama Shakespeare'a, które traktował jak "rozbudowane metafory", analizując symboliczne wartości zawarte w ich "obszarze wyobraźniowym". Inscenizował również dramaty Shakespeare'a, a swoje koncepcje opisał w 1936 w pracy Principles of Shakespearian Production. Zajmował się również twórczością Johna Miltona, Lorda Byrona oraz Alexandra Pope'a.

## Dzieła
Wybrane dzieła:
- The Wheel of Fire (1930),
- The Imperial Theme (1931),
- The Shakespearian Tempest (1932),
- Principles of Shakespearian Production (1936),
- The Crown of Life (1947),
- The Sovereign Flower (1958)[1].